# Cars Jeans Stadion
El Cars Jeans Stadion anteriormente llamado ADO Den Haag Stadion y Kyocera Stadion es un estadio multiusos ubicado en la antigua capital holandesa de La Haya. Fue inaugurado el día 28 de julio de 2007 y posee una capacidad para 15 000 espectadores. Es utilizado principalmente por el club de fútbol ADO La Haya de la Eredivisie.
En 2014 albergó el Campeonato Mundial de Hockey sobre Césped Masculino.

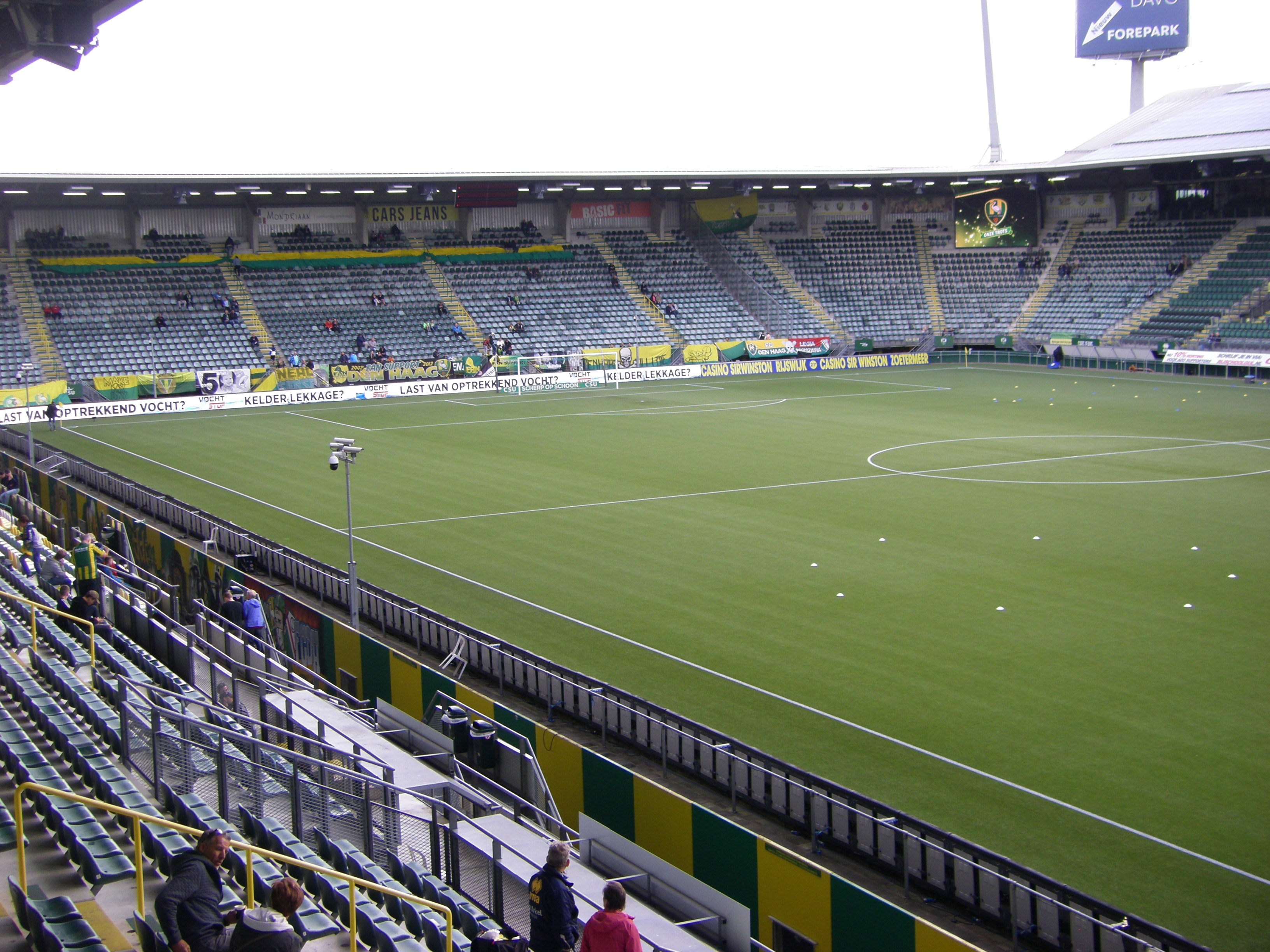
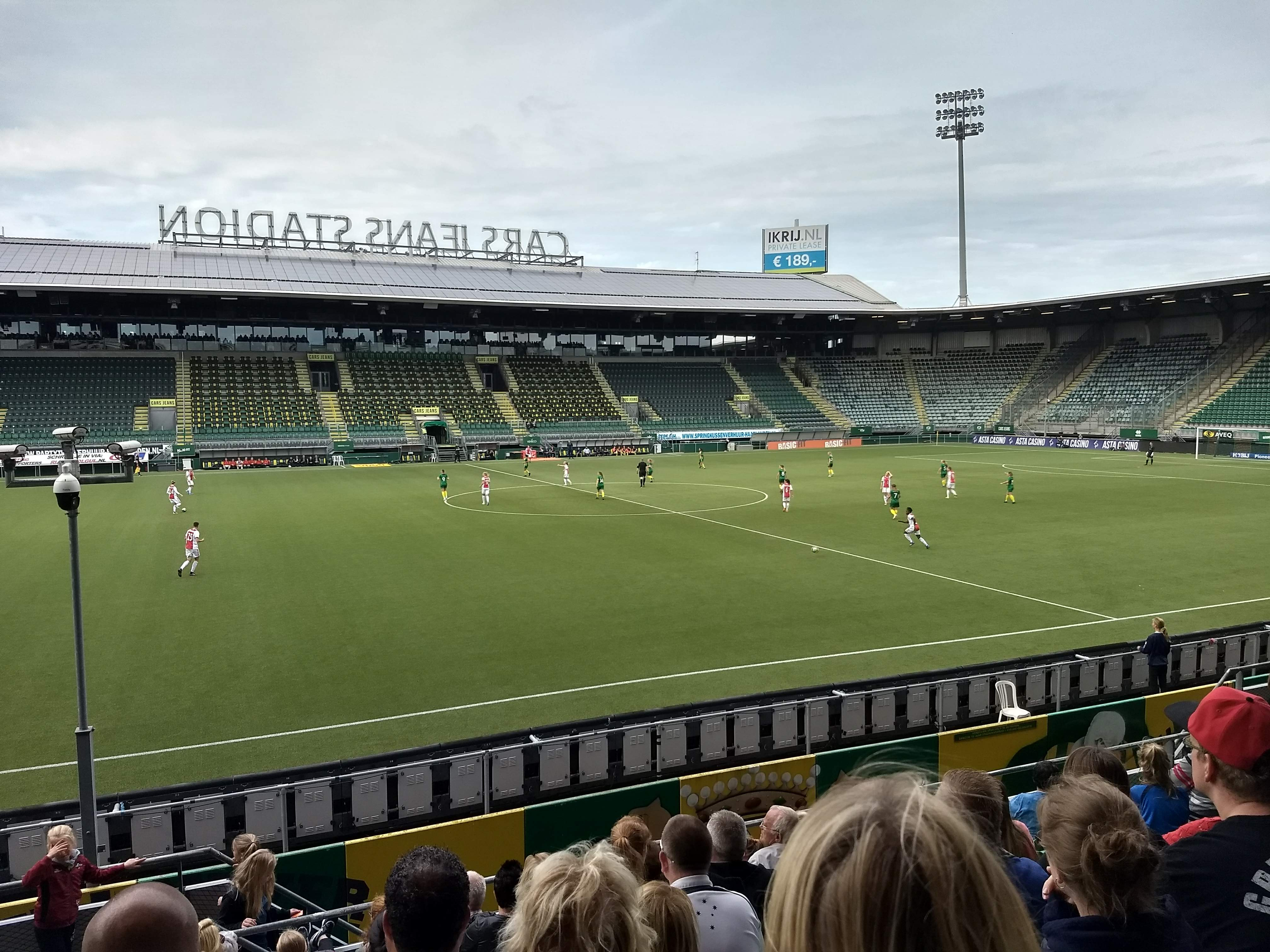